# 김준모 (군인)
김준모(金浚模 또는 金俊模, ? ~ ?)는 임시찬성건의소 소장을 역임한 대한제국의 군인이다.

## 생애
1896년 12월 친위대 제5대대에서 육군 참위 계급으로 임명된 이래 종성지방대 정위(1898년 12월 ~ 1899년 1월), 해주지방대 중대장 보좌(1899년 1월 ~ 1899년 5월), 평양진위대대 중대장 보좌(1900년 5월), 진위 제4연대 제1대대 중대장 보좌(1900년 7월), 진위 제4연대 제3대대 육군 보병 부위(1901년 11월 ~ 1902년 6월)로 복무했다. 1904년 4월 육군 보병 정위로 임명된 이래 진위 제5연대 제1대대 중대장 보좌(1904년 4월), 진위 제6연대 제2대대 중대장 보좌(1904년 8월)로 재직했지만, 1907년 9월 대한제국 군대 해산에 따라 해직되었다.
1910년 3월 27일 대한제국의 영관급과 위관급 군인 출신 인사 약 20여 명이 모여 결성한 친일 단체인 임시찬성건의소 소장으로 선출되었다. 1910년 3월 28일 자신의 명의로 한일 병합을 촉구하는 내용을 담은 문서인 〈해산군인찬성서〉를 대한제국 내각과 통감부에 제출했다. 이 문서는 대한제국 내각이 일본을 신뢰하지 못하고 일본과의 합방을 망설이는 이유를 이해할 수 없다고 밝히고 있으며, 일본과 대한제국이 병합하면 두 나라가 영원히 행복해질 수 있으므로 당장 결단을 내리라는 내용을 담고 있다.
그러나 이들이 해산 군인을 대표하는 것처럼 행세하면서 신우균, 어담 등이 친위부 장관 이병무에게 김준모가 군인의 체면을 더럽혔다며 탄핵 권고를 했다. 또한 장서에 이름이 포함된 전직 군인 중 일부가 자신들은 이름을 도용당한 것이라고 항의하기도 했다.
2006년 친일반민족행위진상규명위원회가 발표한 친일반민족행위 106인 명단과 2008년 발표된 민족문제연구소의 친일인명사전 수록예정자 명단에 포함되었다.

## 같이 보기
- 임시찬성건의소

## 참고자료
- 친일반민족행위진상규명위원회 (2006년 12월). 〈김준모〉 (PDF). 《2006년도 조사보고서 II - 친일반민족행위결정이유서》. 서울. 646~650쪽쪽. 발간등록번호 11-1560010-0000002-10. [깨진 링크(과거 내용 찾기)]